# Андер Еррера
Андер Еррера (ісп. Ander Herrera, нар. 14 серпня 1989, Більбао, Іспанія) — іспанський футболіст, півзахисник клубу «Парі Сен-Жермен» та збірної Іспанії. Виступає на правах оренди за іспанський Атлетік. Виступав, зокрема, за клуби «Манчестер Юнайтед»,  «Атлетік Більбао», а також молодіжну збірну Іспанії.

## Клубна кар'єра
Вихованець футбольної школи клубу «Реал Сарагоса». Дорослу футбольну кар'єру розпочав 2008 року в основній команді того ж клубу, в якій провів три сезони, взявши участь у 82 матчах чемпіонату. Більшість часу, проведеного у складі сарагоського «Реала», був основним гравцем команди.
Своєю грою за цю команду привернув увагу представників тренерського штабу клубу «Атлетік Більбао», до складу якого приєднався 2011 року. Відіграв за клуб з Більбао наступні три сезони своєї ігрової кар'єри. Граючи у складі «Атлетика» також здебільшого виходив на поле в основному складі команди.
До складу клубу «Манчестер Юнайтед» приєднався 2014 року.
У липні 2019 перейшов на правах вільного агента до «Парі Сен-Жермен».

## Виступи за збірні
2009 року залучався до складу молодіжної збірної Іспанії. На молодіжному рівні зіграв у 25 офіційних матчах, забив 7 голів.
15 листопада 2016 дебютував у національній збірній Іспанії.

## Досягнення

### Командні
- Переможець Середземноморських ігор: 2009
- Чемпіонат Європи з футболу серед молодіжних команд: 2011
- Володар кубка Англії 2015-16
- Володар Суперкубка Англії: 2016
- Володар Кубка Футбольної ліги: 2016-17
- Переможець Ліги Європи УЄФА: 2016-17
- Володар Суперкубка Франції: 2019, 2020, 2022
- Чемпіон Франції: 2019-20, 2021–22
- Володар Кубка Франції: 2019-20, 2020-21
- Володар Кубка французької ліги: 2019-20
- Володар Кубка Іспанії: 2023-24[1]

### Індивідуальні
- Молодіжний чемпіонат Європи з футболу 2011: команда турніру.